# Robin Lindberg
Robin Lindberg, född 3 september 1993 i Uppsala, är en svensk musikproducent och låtskrivare. Robin har producerat låtar samt remixat åt bland annat Snoop Dogg, P Diddy, Akon, John De Sohn, Andreas Moe, Amanda Fondell, Alex Sayz, Janet Leon. 2012 blev han med duo-gruppen Felix Zaltaio & Lindh Van Berg kontrakterad med EMI Sverige. År 2015 (22 år gammal) har han hunnit med att vara på bland annat Billboardlistan i USA, Top 5 på Svenska Spotify-topplistan, Swedish Dance Chart, Finnish Dance Chart. Robins musik har fått support ifrån Svenska Radiostationer som NRJ, Sveriges Radio P3, Sveriges Radio P4, The Voice, Rix FM, Mix Megapol, samt samlingsalbumet Absolute Music.

## Diskografi
- Zaltaio Van Berg
  - Jakarta
  - Olê (ft. WeRwolvz)
- Felix Zaltaio & Lindh Van Berg
  - Born on the Road
  - Start A Fire
  - Onåbar
  - New York to L.A